# Januari 2015
| Januari 2015 |
| Månader under 2015: Januari · Februari · Mars · April · Maj · Juni · Juli · Augusti · September · Oktober · November · December ← December 2014 · Januari 2016 → |

## Händelser

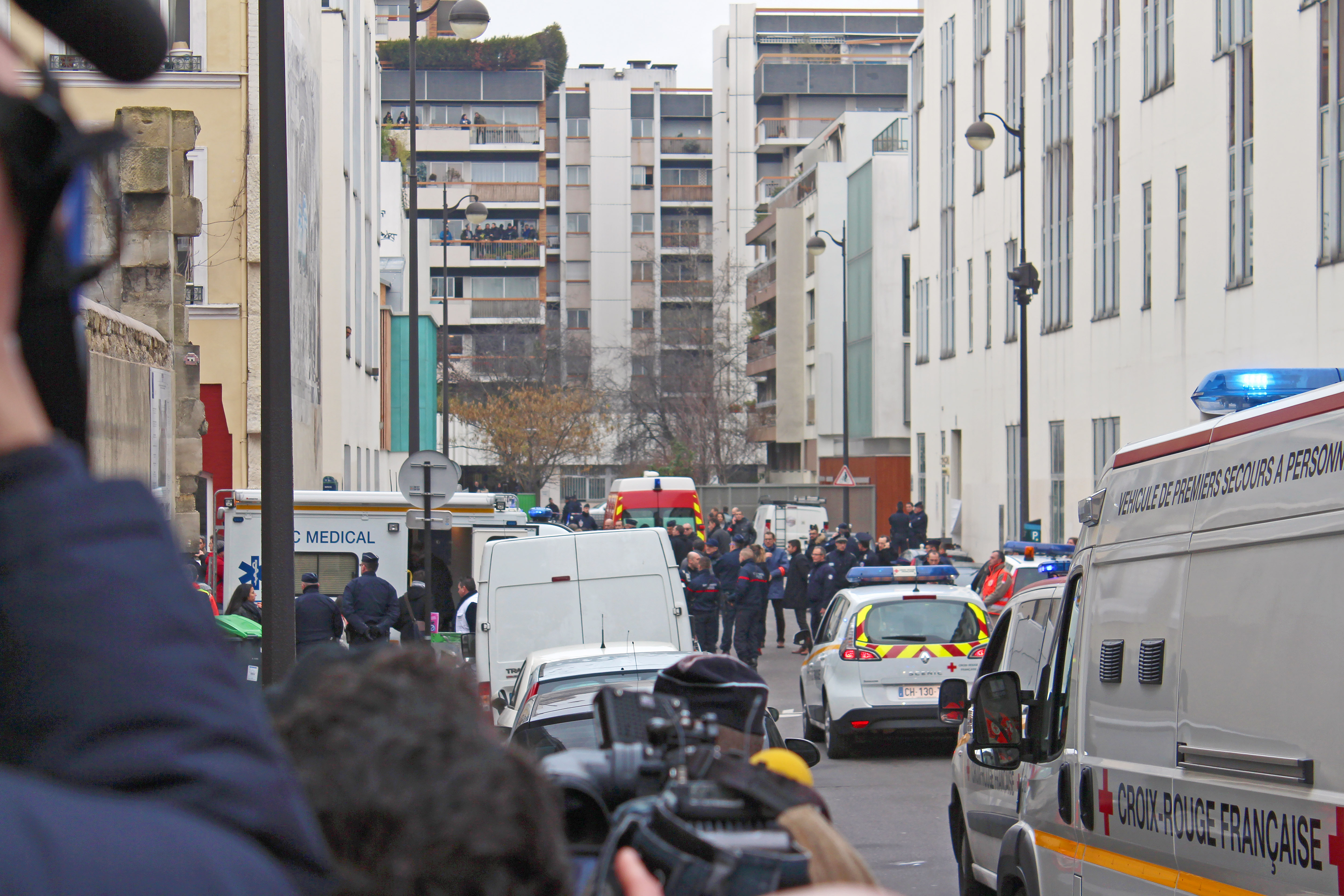
Attentatet mot Charlie Hebdo.

### 7 januari
- Tidningen Charlie Hebdo i Paris utsätts för ett terrorattentat där 12 personer dödas.

### 9 januari
- De två förövarna bakom attentatet mot Charlie Hebdo dödas efter ett gisslandrama i  Dammartin-en-Goële. Ytterligare en person från samma cell tar sexton personer som gisslan i en  judisk mataffär i östra Paris. Gärningsmannen och fyra i gisslan dödas i upplösningen.

### 10 januari
- Anna Kinberg Batra väljs till ny partiledare för Moderaterna.

### 11 januari
- Skådespelaren Anita Ekberg avlider i Italien.[1]

### 19 januari
- Företagsledaren Peter Wallenberg avlider.

Alexis Tsipras.

### 25 januari
- Parlamentsvalet i Grekland leder till stora framgångar för vänsterpartiet Syriza som blir största parti.

### 26 januari
- Syrizas ledare Alexis Tsipras blir Greklands premiärminister efter att ha bildat en koalitionsregering med högerpartiet Oberoende greker.